# Blattella vrijdaghi
Blattella vrijdaghi är en kackerlacksart som först beskrevs av Hanitsch 1950.  Blattella vrijdaghi ingår i släktet Blattella och familjen småkackerlackor. Inga underarter finns listade.